# Chepo
Chepo es un corregimiento y ciudad cabecera del distrito de Chepo, en la República de Panamá. Con 20.420 habitantes (censo de 2010) es el corregimiento más poblado de este distrito.
Está conformada por 57 comunidades. En ella están ubicadas las oficinas del municipio, las instituciones gubernamentales, el Puerto Coquira, el Hospital Regional, y el principal centro comercial que abastece el resto de los poblados. Su principal actividad es la agricultura, el comercio y la pesca. Es sede de las festividades del carnaval chepano y las patronales de San Cristóbal.

## Representantes
- Ricaurte Rodríguez (1994-1999)
- Orlando Ledezma (1999-2004)
- Ismael Batista (2004-2009)
- Ramiro Camargo (2009-2014)
- Ceferino Frías (2014-2023)
- Mary Isabel Maldonado (2024-actualidad)